# Lysicles periphanes
Lysicles periphanes är en insektsart som först beskrevs av John Obadiah Westwood 1859.  Lysicles periphanes ingår i släktet Lysicles och familjen Phasmatidae. Inga underarter finns listade i Catalogue of Life.